# هنريش لنز
هنريش فردريش إميل لِنز (ألمانية: Heinrich Friedrich Emil Lenz تلفظ ‎[haɪ̯nʀɪç fʀi:dʀɪç emil lɛnts]‏ هَينرِش فريدرِش إمِل لِنتس) هو فيزيائي ألماني بلطيقي ولد سنة 1804 في تارتو في ليفونيا وتوفي 1865 في روما. تلقى تعليمه في جامعة المدينة جامعة تارتو. بدأ التدريس في جامعة ولاية سانت بطرسبرغ واشتهر بأبحاثه في المناخية والتي تدرس خصائص ماء البحر وفي مجال الكهرومغناطيسية. هو واضع قانون لنز الذي يحدد أين الموجب وأين السالب في مولد كهربائي ما، كما وضع قانونا آخرا يعرف حاليا باسم قانون جول لأن العالم جول كان أسبق إليه.

## روابط خارجية
- هنريش لنز على موقع الموسوعة البريطانية (الإنجليزية)